# Zaraće
Zaraće je naselje na južnoj strani otoka Hvara, u Splitsko-dalmatinskoj županiji. Stari dio naselja se nalazi u brdima na oko 200 metara nadmorske visine, dok se novi dio naselja, prvenstveno vikendice, nalazi u uvali Zaraće, ispod starog naselja.
Administrativno, naselje pripada Gradu Hvaru.

## Stanovništvo
U popisima iz 1921. i 1931., naselje je iskazivano pod imenom Zoraće, a do 1991. pod imenom Zarače. U 1869. podaci su sadržani u naselju Hvar. Do 1921. iskazivano je kao dio naselja. Od 1981. do 1991. je bilo bez stanovnika, a nakon toga počinje obnova starih kuća. 
| broj stanovnika | 89    |       | 78    | 84    | 99    | 84    | 100   | 80    | 77    | 58    | 45    | 1     |       |       | 1     | 14    | 8     |
|                 | 1857. | 1869. | 1880. | 1890. | 1900. | 1910. | 1921. | 1931. | 1948. | 1953. | 1961. | 1971. | 1981. | 1991. | 2001. | 2011. | 2021. |

## Znamenitosti
- antički brodolom pred uvalom Zoraćem
- Zoraće (ruralna cjelina)
- crkva Blažene Djevice Marije
- Naselje Dubovica:
  - Ljetnikovac Kasandrić
  - Stambeno-gospodarski sklop Bartučević-Raffaeli-Grivičić